# Robert Sommer

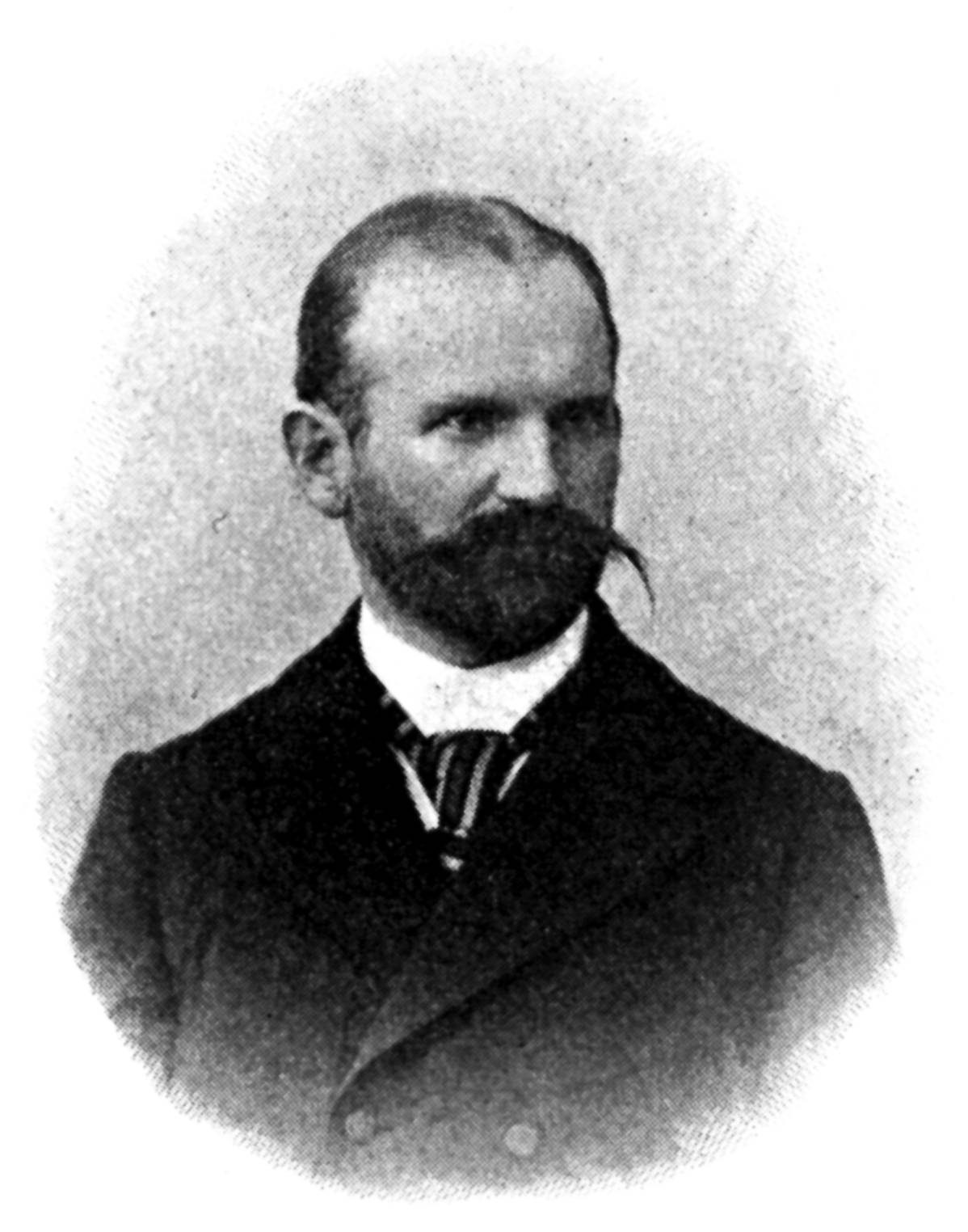
Robert Sommer

Karl Robert Sommer (ur. 19 grudnia 1864 w Grottkau, zm. 2 lutego 1937 w Gießen) – niemiecki lekarz psychiatra, założyciel Niemieckiego Towarzystwa Psychologicznego (Deutsche Gesellschaft für Psychologie), autor licznych prac z zakresu psychologii, estetyki, filozofii, genealogii i genetyki.

## Życiorys
Jego ojciec adwokat i notariusz Karl Friedrich Adolph Sommer wraz z żoną z domu Lange przybyli do Grodkowa (wówczas Grottkau) z Raciborza w 1854 roku.
Studiował medycynę i filozofię na Uniwersytecie Alberta i Ludwika we Fryburgu Bryzgowijskim i Uniwersytecie w Lipsku, od 1885 roku na Uniwersytecie Fryderyka Wilhelma w Berlinie, gdzie w 1886 otrzymał nagrodę wydziału filozofii za pracę o stosunku Locke’a do Kartezjusza. W 1887 roku otrzymał tytuł doktora filozofii. Od 1888 do 1889 roku pracował w laboratorium Wundta, w 1889 roku został asystentem w szpitalu psychiatrycznym w Rybniku (Prov.-Irrenanstalt in Rybnik). W 1892 roku w Würzburgu habilitował się. Od 1895 roku w Gießen, w 1933 roku przeszedł na emeryturę.

## Prace
- Lockes Verhältnis zu Descartes (1888)
- Grundzüge einer Geschichte der deutschen Psychologie und Aesthetik von Wolf - Baumgarten bis Kant- Schiller. 1890
- Diagnostik der Geisteskrankheiten (1894)
- Lehrbuch der psychopathologischen Untersuchungsmethoden. Urban & Schwarzenberg 1899
- Kriminalpsychologie und strafrechtliche Psychopathologie. Barth, 1904
- Familienforschung und Vererbungslehre (1907)
- Goethe im Lichte der Vererbungslehre (1908)
- Krieg und Seelenleben (1916)
- Über Familienähnlichkeit (1917)
- Tierpsychologie (1925)